# Миаскит

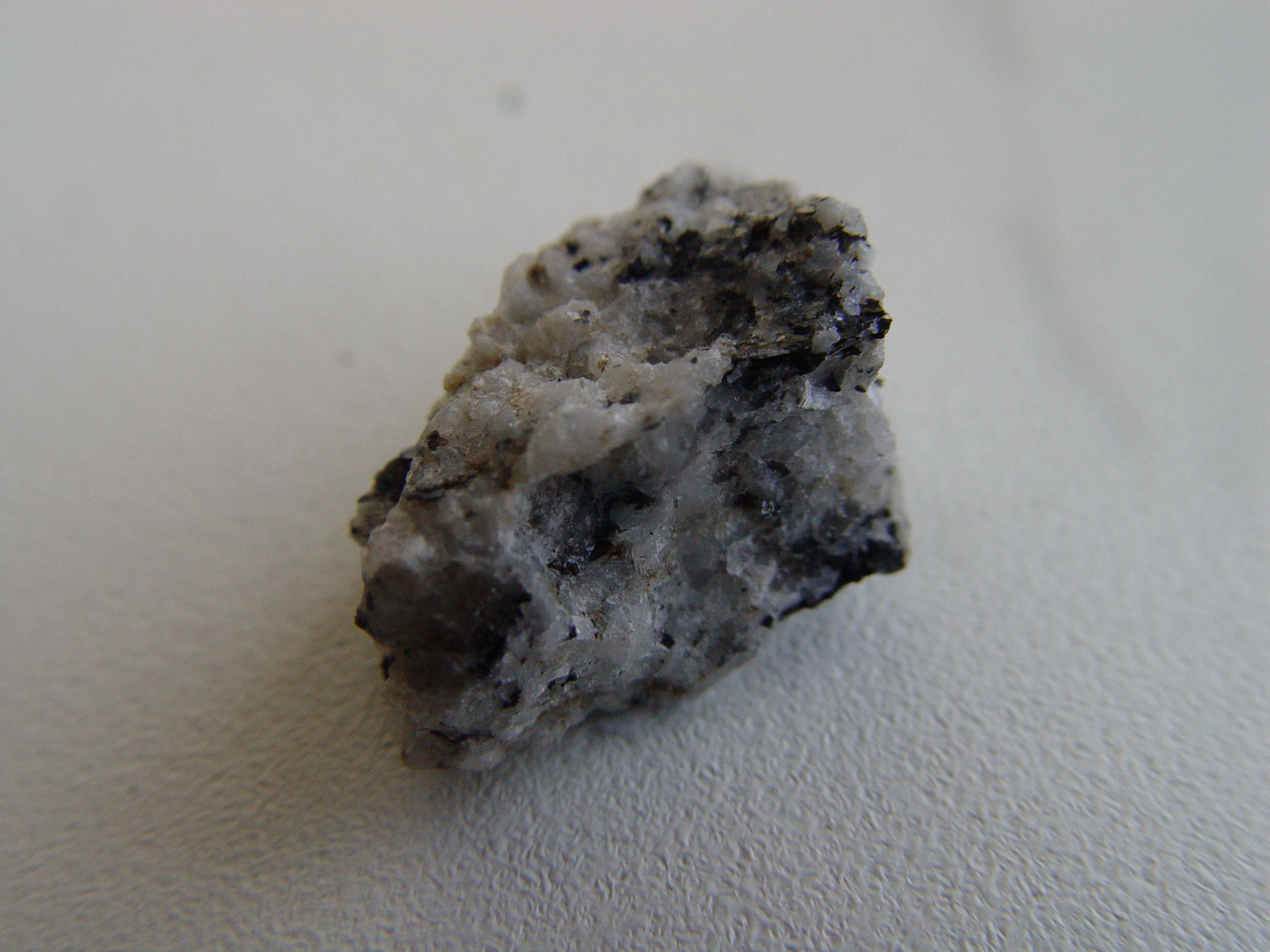
Миаскит

Миаски́т (лат. Miaskite от названия г. Миасс Челябинской области) — плутоническая горная порода основного состава щелочного ряда, разновидность биотитового нефелинового сиенита.
Состав: калиевый полевой шпат (20−60 %), нефелин (20−30 %), лепидомелан (5−20 %), амфибол (до 20 %), альбит-олигоклаз (до 20 %); иногда содержит канкринит, содалит, кальцит.
Впервые была открыта и изучена в Ильменском заповеднике имени Ленина.

## История
Миаскиты впервые были описаны в 20-х годах XIX века минералогом И. Менге (англ.), который называл их ильменские граниты, содержащие нефелин вместо кварца. В 1842 Г. Розе назвал эту породу по названию г. Миасса миясцитами, а профессор И. В. Мушкетов в 1878 г. ввёл в оборот современное название — миаскиты.

## Распространение
Массивы миаскита известны:
- в России — на Урале и в Восточной Туве;
- в Канаде — в Халибертон[en]-Банкроф.

## Применение
Миаскиты (и сиениты вообще) используются:
- в строительстве (в качестве щебня в сооружениях с невысокими требованиями к эксплуатационным срокам);
- в качестве полевого шпата в производстве керамики и стекла;
- для получение глинозёма, необходимого для алюминиевой промышленности;
- при изготовлении соды, цемента и удобрения для кислой почвы.